# Mesosemia hedwigis
Mesosemia hedwigis är en fjärilsart som beskrevs av Hans Ferdinand Emil Julius Stichel 1910. Mesosemia hedwigis ingår i släktet Mesosemia och familjen Riodinidae. Inga underarter finns listade i Catalogue of Life.